# Catedral de Lund
A Catedral de Lund ou Lunda (em sueco: Lunds domkyrka;  PRONÚNCIA) é uma igreja luterana situada em Lund, na Suécia. Foi construída no século X, e pertence à Diocese de Lund da Igreja da Suécia. Foi inicialmente dedicado a São Laurêncio.